# Superblue
Superblue fue un conjunto de jazz estadounidense que lanzó dos álbumes para Blue Note Records en 1988 y 1989.   Estaba dirigido por Don Sickler .  El conjunto tocó en el estilo hard bop de los actos de Blue Note de las décadas de 1950 y 1960. 
Los Angeles Times escribió sobre el debut del conjunto: "El alto tono maduro de Watson en 'Summertime' y el tenor juguetón de Pierce en 'Sesame' son sólo dos aspectos destacados de este excelente esfuerzo que reafirma el valor duradero del jazz convencional".  The Globe and Mail determinó que el segundo álbum evita el "revivalismo absoluto con listas de pequeñas grandes bandas que alejan las melodías a cierta distancia de sus orígenes funky". 

## Superblue
Superblue (1988) contó con un octeto que incluía a Bobby Watson, Roy Hargrove, Mulgrew Miller, Frank Lacy, Bill Pierce, Kenny Washington, Don Sickler y Bob Hurst.
1. "Open Sesame"
2. "I Remember Clifford"
3. "M. and M."
4. "Marvelous Marvin"
5. "Once Forgotten"
6. "Conservation"
7. "Summertime"
8. "Time Off"

## Superblue 2
Superblue 2 (1989) contó con Sickler, Watson, Hurst, Wallace Roney, Robin Eubanks, Ralph Moore, Renee Rosnes y Marvin "Smitty" Smith.
1. "Flight to Jordan"
2. "Nica's Dream"
3. "'Round Midnight"
4. "Take Your Pick"
5. "Blue Minor"
6. "Autumn Leaves"
7. "Blue Bossa"
8. "Desert Moonlight"
9. "Low Tide"
10. "Cool Struttin"